# Авдеев, Владимир Михайлович
Влади́мир Миха́йлович Авде́ев (род. 16 июля 1954, Канск) — российский тренер по плаванию, Заслуженный тренер РСФСР (1991), тренер высшей квалификационной категории. с 1990 года тренер сборной России по плаванию.

## Биография
Родился в городе Канск Красноярского края. В 1978 году окончил Омский государственный институт физической культуры. Кандидат в мастера спорта по плаванию (вольный стиль, 1972).

## Карьера
После окончания института в 1978 году начал трудовую деятельность тренером-преподавателем в ДЮСШ города Красноярска-45 (ныне Зеленогорск). С 1978 по 1984 год работал в СДЮСШОР «Олимп» (г. Зеленогорск), затем с 1984 по 1995 год — в СШОР №6 (г. Омск). С 1995 года продолжил работу в «Олимпе».
За годы работы подготовил одного заслуженного мастера спорта России, одного мастера спорта международного класса, семерых мастеров спорта России и пятнадцать кандидатов в мастера спорта.
В 1991 году Владимиру Михайловичу Авдееву присвоено звание «Заслуженный тренер РСФСР».
Награждён знаком «Отличник физической культуры и спорта» (1997), знаком «За заслуги перед городом» (2016), благодарственным письмом губернатора Красноярского края (2011) и почётной грамотой министра спорта Красноярского края (2012).

## Известные ученики
- Арина Опенышева — заслуженный мастер спорта России, бронзовый призёр чемпионата мира на короткой воде, участница Олимпийских игр 2016 года, чемпион и многократный призер Универсиад, многократная чемпионка Европейских игр, призер Европы.
- Сергей Соколовский — мастер спорта международного класса, серебряный призёр чемпионата Европы, победитель чемпионатов СССР[3].
- Валентин Пахомов — мастер спорта, бронзовый призёр Международных юношеских игр в Москве, серебряный призёр первенства России.
- Дмитрий Шинкарев — мастер спорта, член сборной команды Красноярского края, призёр чемпионатов Сибирского федерального округа, участник первенств России[1][2].